# Malvatu Mauri

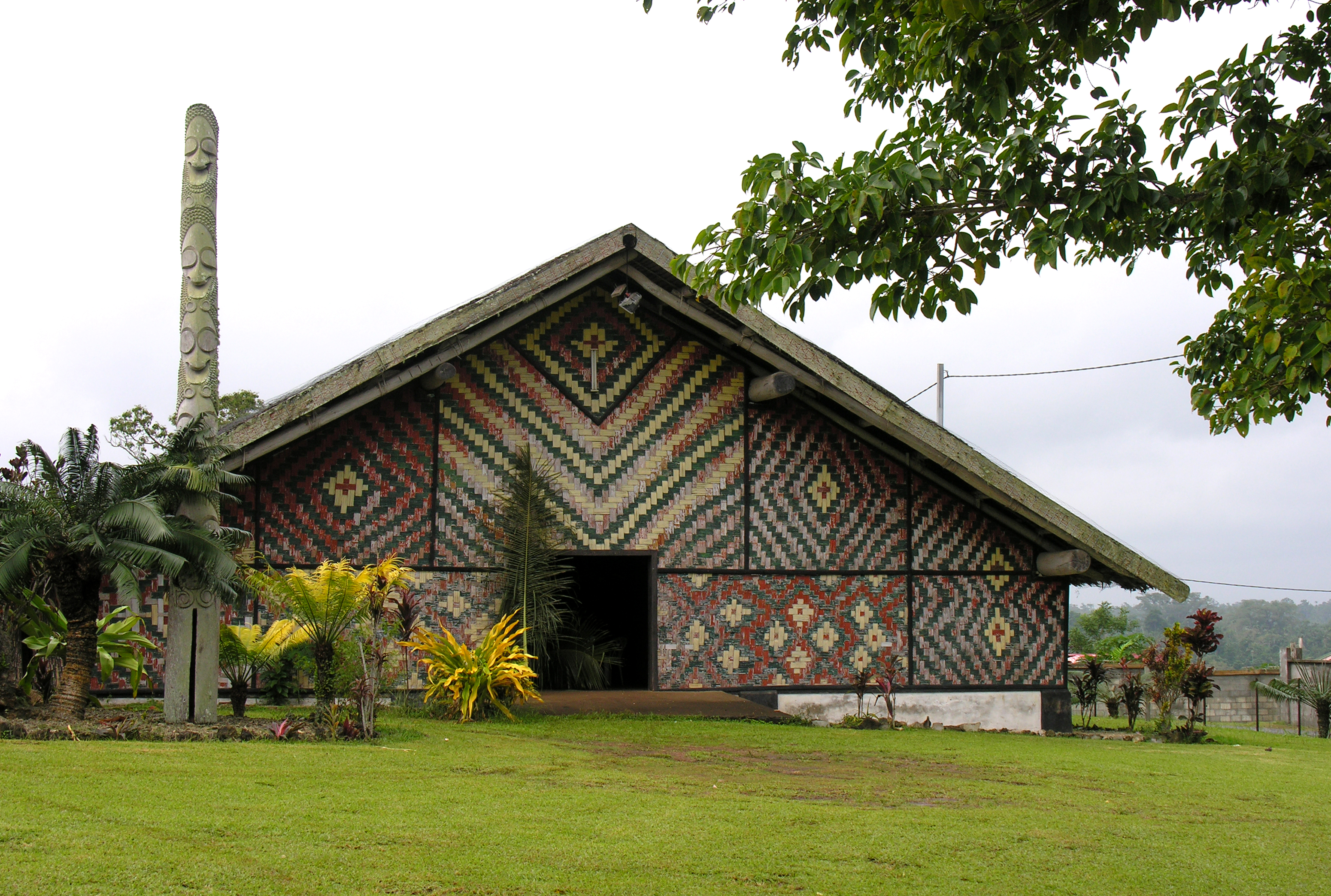
Das Versammlungshaus (Nakamal) des Malvatu Mauri in Port Vila, Vanuatu.

Malvatu Mauri („Nationalrat der Häuptlinge“, en.: National Council of Chiefs) ist als beratendes Gremium der Stammeshäuptlinge ein Teil der Regierung von Vanuatu im Rahmen der Verfassung von Vanuatu der Republik Vanuatu. Die Mitglieder des Malvatu Mauri werden durch ihre Häuptlingskollegen in District Councils of Chiefs gewählt. Das Malvatu Mauri spielt eine wichtige Rolle bei der Beratung der Regierung in Bezug auf alle Belange der Kultur und Sprache von ni-Vanuatu.
„Mal“ ist die Bezeichnung für Häuptling, „vatu“ bedeutet Stein, Insel, oder Ort und „mauri“ steht für „lebend“.